# GAFA
Em Direito econômico internacional, GAFA é o acrônimo de "Google Amazon Facebook Apple", se refere a quatro das maiores companhias da Internet, mas pode se referir também aos gigantes da tecnologia em geral.
O GAFA - Google, Amazon, Facebook e Apple - valia em novembro de 2017 cerca de US$ 2,6 trilhões.

## Origem
O uso do termo "GAFA" surgiu pela primeira vez na imprensa em 20 de dezembro de 2012, no jornal francês Le Monde: “O ‘GAFA’, como chamamos agora o clã do Google, Amazon, Facebook e Apple, deve pagar!”.
A indignação da correspondente Cécile Ducourtieux, autora do acrônimo, se refere ao fato de que os gigantes da tecnologia não pagam impostos suficientes na França e ao redor do mundo, em comparação com as empresas tradicionais.

## Críticas
Além dos problemas fiscais, o GAFA enfrenta atualmente outras críticas severas.
Steve Andriole cita algumas dessas críticas, apesar do desejo dos consumidores por essas marcas: "práticas laborais controversas, fake news, guerra de preços cruéis, evasão de divisas e obsolescência programada".